# جوزپه فورلیوسی
جوزپه فورلیوسی (به ایتالیایی: Giuseppe Forlivesi) بازیکن فوتبال اهل ایتالیا است که از سال ۱۹۲۰ میلادی عضو تیم ملی فوتبال ایتالیا بوده و در ۱۰ بازی ملی حضور داشته‌است. او در بازی‌های ملی‌اش ۲ گل به ثمر رساند.
جوزپه فورلیوسی آخرین بازی ملی خود را در سال ۱۹۲۵ میلادی انجام داد.